# Маруньків сад
Маруньків сад — заповідне урочище, розташоване на території колишньої Цибулівської сільської ради  Гайсинського району Вінницької області. Оголошене відповідно до рішення Рішення облвиконкому № 371 від 29.08.1984 р.
За фізико-географічним районуванням України ця територія належить до Бершадського району області Подільського Побужжя Дністровсько-Дніпровської лісостепової провінції Лісостепової зони. Характерною для цієї ділянки є розчленована глибокими долинами лесова височина з сірими опідзоленими ґрунтами. З геоморфологічної точки зору описувана територія являє собою підвищену ерозійно-акумулятивно-денудаційну сильнохвилясту рівнину.
Клімат території є помірно континентальним. Для нього характерне тривале, нежарке літо, і порівняно недовга, м'яка зима. Середня температура січня становить -6,5°… -6°С. липня +19°…+19,5°С. Річна кількість опадів становить 500—525 мм.
За геоботанічним районуванням України ця територія належить до Європейської широколистяної області, Подільсько-Бесарабської провінції Вінницького (Центральноподільського) округу.
Територія заповідного урочища являє собою велику балку, на схилах якої чергуються дубово-грабові ліси із степовими ділянками. В складі деревостану зустрічаються дуб звичайний, ясен високий. черешня пташина, ільм гірський і граболистий.
В підліску переважають ліщина звичайна, свидина криво-червона, кизил, бруслина бородавчаста, глід український, калина гордовина. Переважають угруповання грабово-дубових лісів кизило-зірочникових, а також ліщиново-волосистоосокових. В складі даних угруповань чітко виражене ядро субсередземноморських неморальних світлолюбивих видів - шоломниця висока, осока Мікелі, медунка м'яка, купина лікарська, перлівка одноцвіта, зірочник лісовий, чина весняна, копитняк європейський, маренка пахуча.
В урочищі зростає ряд цінних лікарських рослин: валеріана російська, звіробій звичайний, цмин пісковий, шавлія лучна, наперстянка крупноквіткова, чебрець Маршала, материнка звичайна, буквиця лікарська тощо. 
Є невелика популяція цінної орхідеї. занесеної до Червоної книги України - зозулинця салепового.

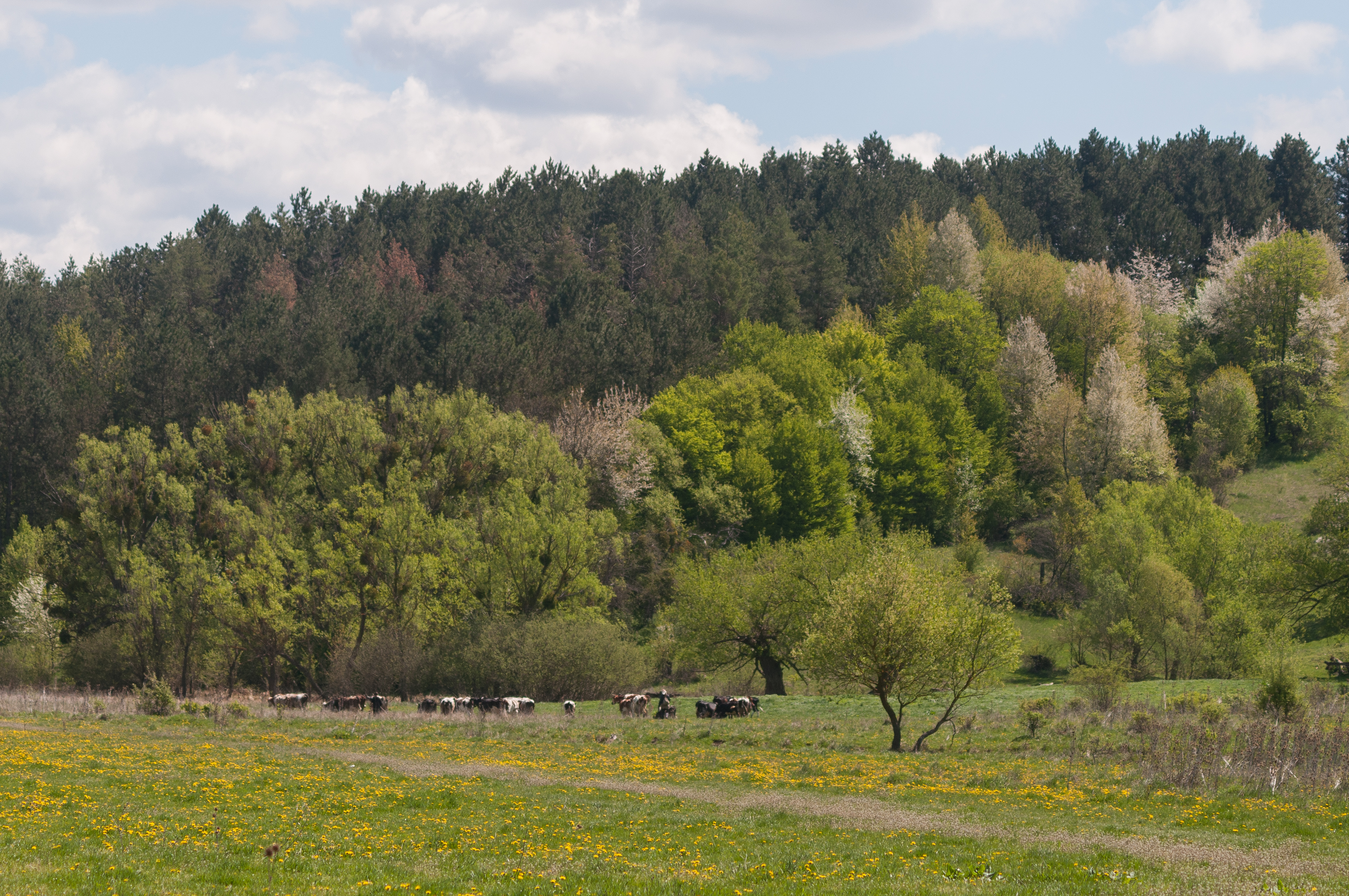
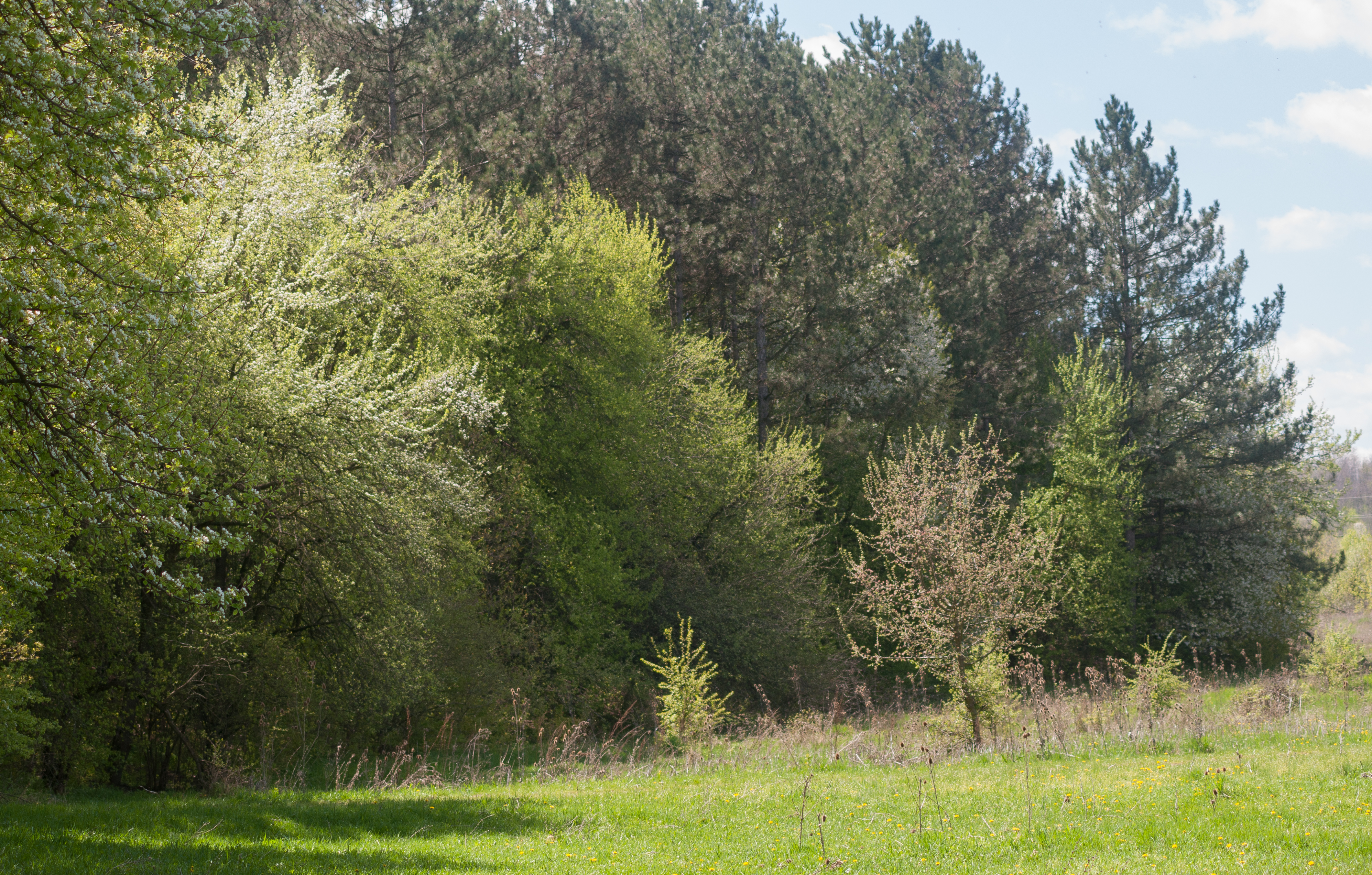
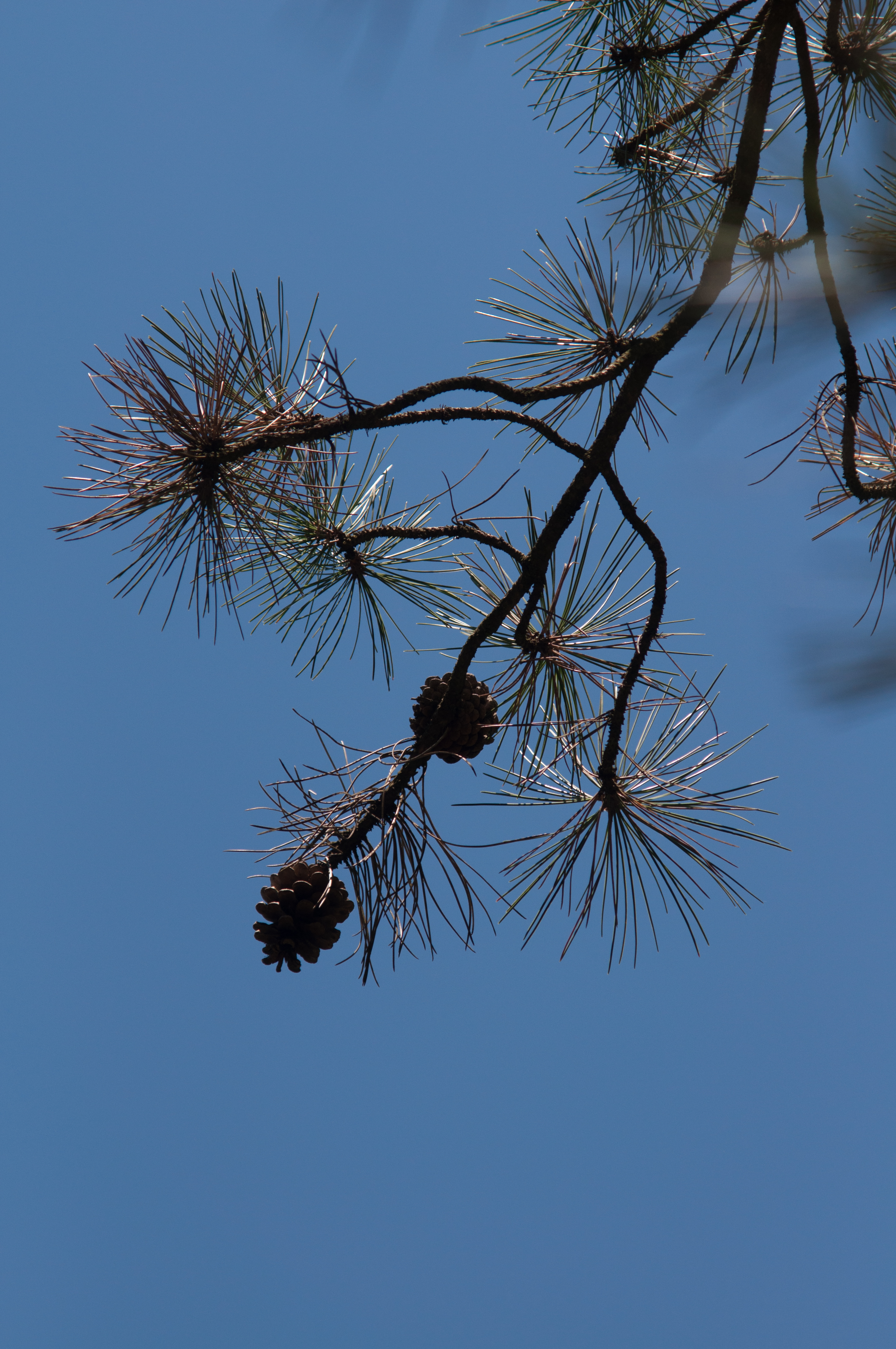